# Laboule
Laboule é uma comuna francesa na região administrativa de Auvérnia-Ródano-Alpes, no departamento de Ardèche. Estende-se por uma área de 17,45 km². Em 2010 a comuna tinha 147 habitantes (densidade: 8,4 hab./km²).